# Đakovo (Kraljevo)
Pour les articles homonymes, voir Đakovo.
Đakovo (en serbe cyrillique : Ђаково) est un village de Serbie situé sur le territoire de la ville de Kraljevo, district de Raška. Au recensement de 2011, il comptait 160 habitants.

## Démographie
| 1948 | 1953 | 1961 | 1971 | 1981 | 1991 | 2002 | 2011 |
| ---- | ---- | ---- | ---- | ---- | ---- | ---- | ---- |
| 558  | 574  | 555  | 437  | 350  | 306  | 244  | 160  |

|  |